# Kai Klose

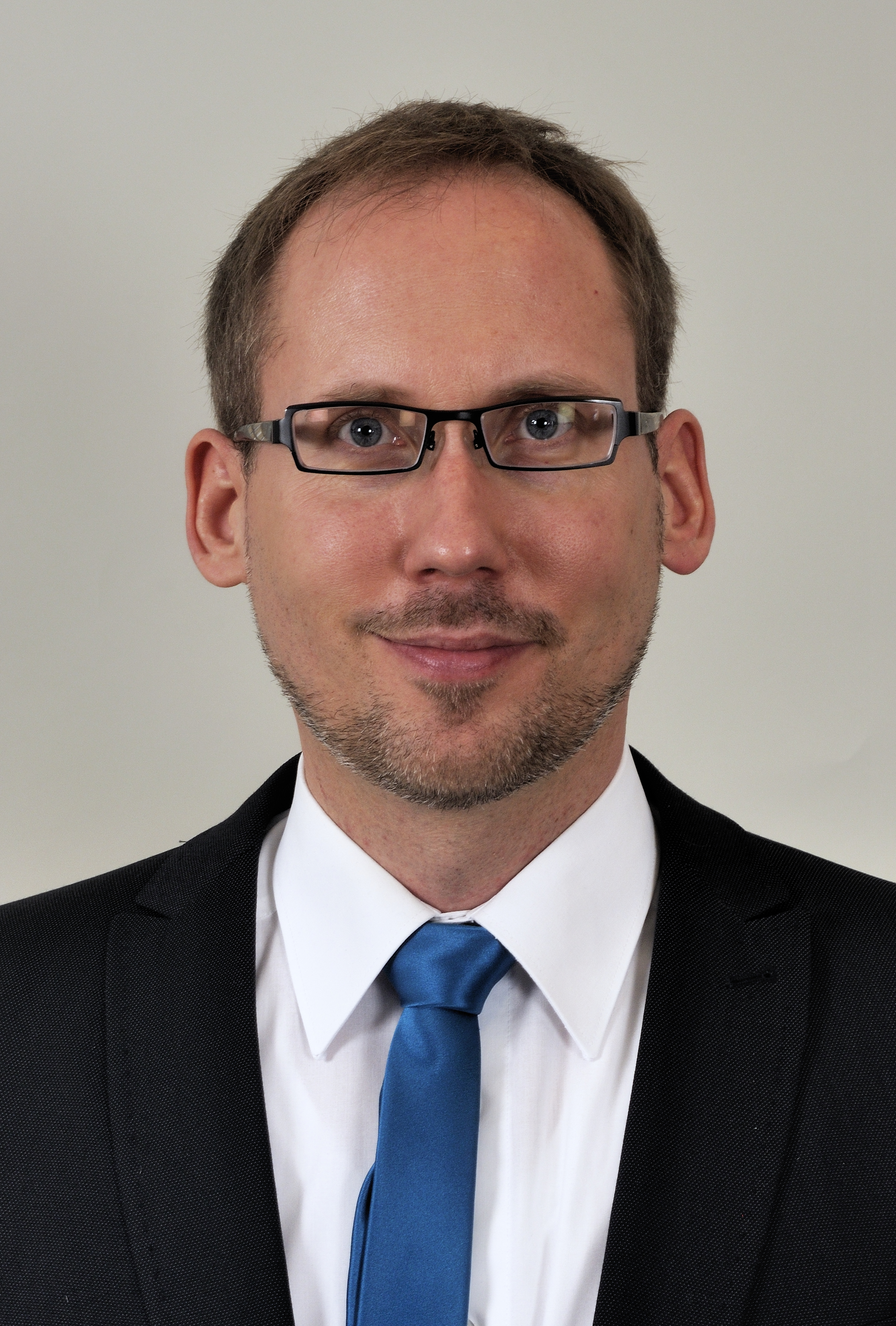
Kai Klose (2013).

Kai Klose (* 23. Dezember 1973 in Usingen) ist ein deutscher Politiker (Bündnis 90/Die Grünen) und war von 2019 bis 2024 Hessischer Minister für Soziales und Integration in den Kabinetten Bouffier III und Rhein I. Zudem war er von 2013 bis 2019 Vorsitzender der hessischen Grünen. Er war von 2009 bis 2024 Mitglied des Hessischen Landtags. Vom 1. Oktober 2017 bis Januar 2019 war Klose Bevollmächtigter für Integration und Antidiskriminierung im Kabinett Bouffier II.

## Leben
Klose stammt aus Waldems-Steinfischbach am Rande des Rheingau-Taunus-Kreises. Er machte 1993 auf dem Pestalozzigymnasium im Idsteiner Schloss sein Abitur und studierte im Anschluss an der Universität Frankfurt Germanistik, mit den Nebenfächern Politikwissenschaft und Skandinavistik. Nach einem Semester ging er an die Philipps-Universität in Marburg, an der er auf Lehramt studierte. Im Jahr 2001 bestand er das Erste Staatsexamen in Germanistik und Politikwissenschaft. Nach dem Studium absolvierte er den Zivildienst und im Anschluss begann er im Mai 2002 sein Referendariat. Nach dessen Abschluss im Jahre 2004 (Zweites Staatsexamen) wurde er Vorstandsreferent von Bündnis 90/Die Grünen Hessen. Er lebte mit seinem Ehemann in Idstein. 
Ende 2023 kauften die beiden ein Anwesen in Italien und eröffneten dort ein Gästehaus.

## Politik

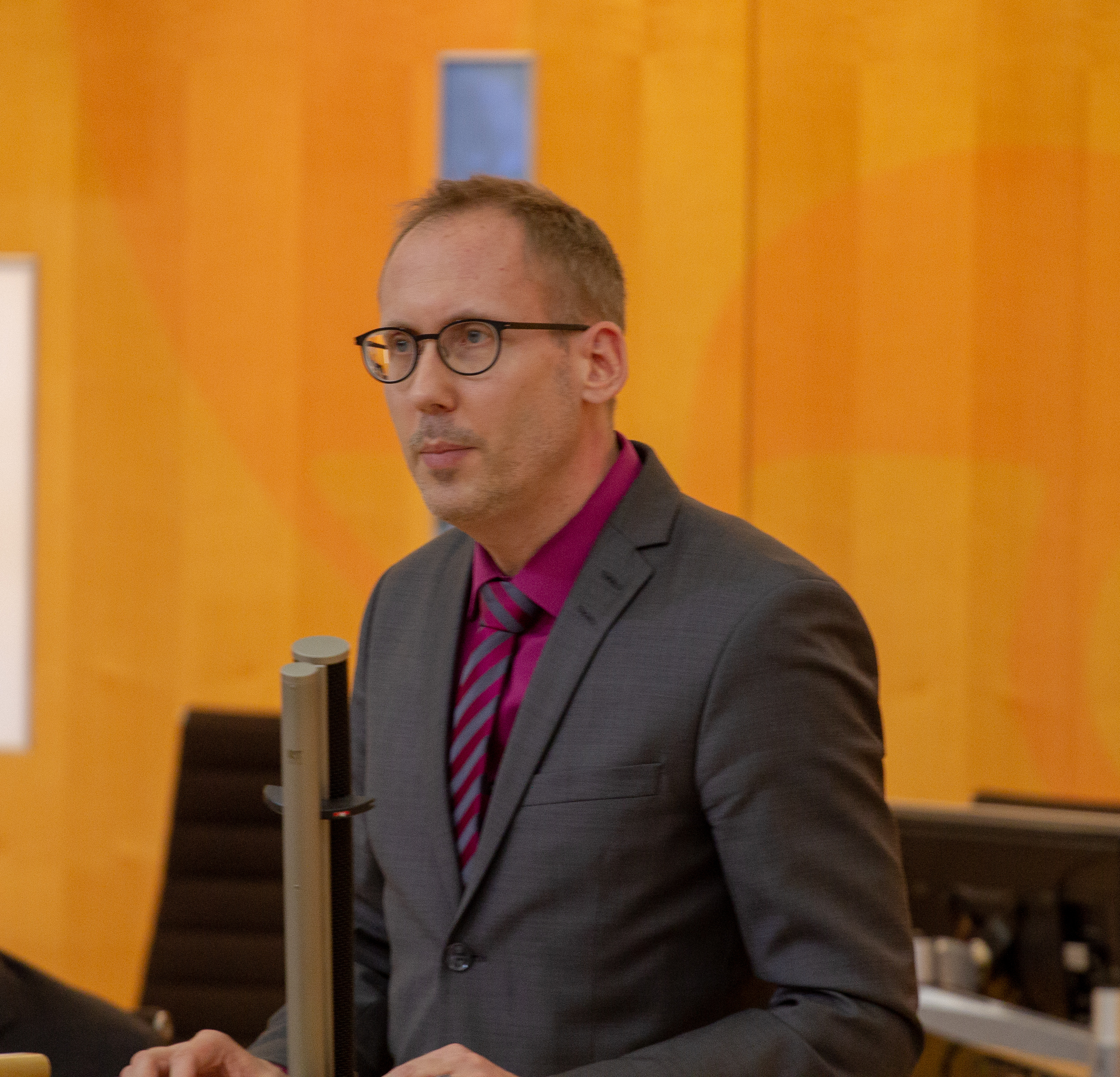
Kai Klose als Minister im Plenum des Hessischen Landtages, 2019

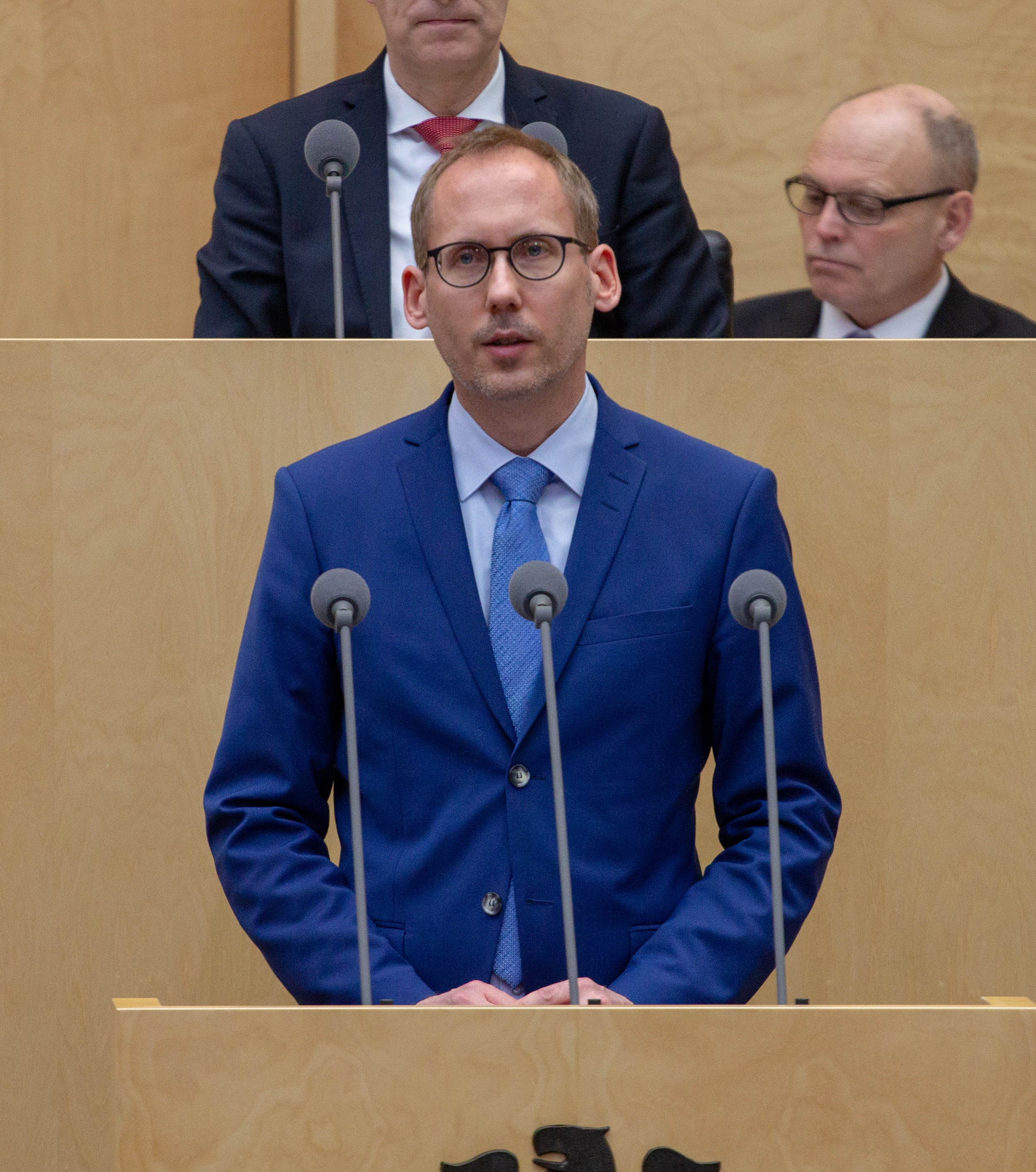
Kai Klose im Bundesrat, 2019

Klose gehörte seit 1993 für eine Freie Wählergemeinschaft (FWG) der Gemeindevertretung von Waldems an, deren stellvertretender Vorsitzender er auch war. Während seines Studiums engagierte er sich im AStA der Universität Marburg und im Studierendenparlament, dessen Präsident er zeitweise war. Von 2001 bis 2006 gehörte er für Die Grünen dem Gemeindevorstand der Gemeinde Waldems an, war dort ehrenamtlicher Umwelt- und Jugenddezernent und von 2002 bis 2003 zeitweise amtierender Bürgermeister der Gemeinde. Klose ist seit 1995 Mitglied der hessischen Grünen. Im September 2004 wurde er zunächst kommissarisch zum Politischen Geschäftsführer bestellt, im Juli 2005 von einer Landesmitgliederversammlung an der Seite der beiden damaligen Vorsitzenden Evelin Schönhut-Keil und Matthias Berninger als Politischer Geschäftsführer in den Landesvorstand der Grünen gewählt. In diesem Amt wurde er 2007 mit mehr als 98 %, 2009 mit rund 81 % der Stimmen von einer Landesmitgliederversammlung bestätigt und amtierte seither an der Seite von Kordula Schulz-Asche und Tarek Al-Wazir. Er organisierte für seine Partei die vorgezogene Bundestagswahl 2005, die Kommunalwahlkämpfe 2006 und 2011, die Landtagswahlkämpfe 2008 und 2009 sowie den Europa- und den Bundestagswahlkampf im  gleichen Jahr.
Klose bereiste 2008 als Gast des Außenministeriums die Vereinigten Staaten von Amerika mit dem Schwerpunkt „Alternative Energies and Policy Development“ und traf u. a. den Grünen Vizepräsidentschaftskandidaten Matt Gonzalez. Er nahm an den rot-grünen Koalitionsverhandlungen im Oktober 2008 auf der Domäne Mechtildshausen bei Wiesbaden teil.
Bei den neuerlichen Landtagswahlen am 27. Januar 2009 wurde er auf Listenplatz 16 der Landesliste in den Hessischen Landtag gewählt. Er war zunächst Sprecher für Regionalplanung, Landesentwicklung, Wohnen und Tourismus der Grünen Landtagsfraktion und gehört den Ausschüssen für Wirtschaft, Verkehr und Landesentwicklung sowie Wissenschaft und Kunst an. Im August 2011 bestimmte ihn die Landtagsfraktion zu ihrem wirtschafts- und wohnungspolitischen Sprecher. Seit April 2012 ist er auch Sprecher der Fraktion für Lesben- und Schwulenpolitik. Im Dezember 2011, mit der Wahl eines neuen Landesvorstandes, trat Klose nicht mehr als Politischer Geschäftsführer an. Auf Bitten des Landesvorstands fungiert er als Wahlkampfmanager der Landespartei bei der Landtags- und Bundestagswahl 2013. Die Landesmitgliederversammlung wählte ihn mit mehr als 88 Prozent auf Listenplatz 12 der Landesliste für den 19. Hessischen Landtag.
Klose war von November 2009 bis Dezember 2013 Vorsitzender von Bündnis 90/Die Grünen im Rheingau-Taunus-Kreis.
Bei der Landtagswahl in Hessen 2013 trat er im Wahlkreis Rheingau-Taunus II an. Hier unterlag er gegen Peter Beuth. Ihm gelang jedoch der Einzug in den Landtag über einen Listenplatz der Partei. Von Dezember 2013 bis Mai 2019 war er Vorsitzender der hessischen Grünen, von 2013 bis 2017 gemeinsam mit Daniela Wagner und von 2017 bis 2019 zusammen mit Angela Dorn.
Nach der Landtagswahl in Hessen 2018 wurde Klose am 18. Januar 2019 im neuen Kabinett Bouffier III zum Staatsminister für Soziales und Integration ernannt. Dieses Amt hatte er ab dem 31. Mai 2022 auch im Kabinett Rhein I inne. Im Zuge der Bildung des Kabinetts Rhein II schied er am 18. Januar 2024 aus dem Ministeramt aus.
Bei der Landtagswahl in Hessen 2023 kandidierte er nicht erneut.